# Кете Колвиц
Кете Колвиц (на немски: Käthe Ida Kollwitz geb. Schmidt, родена Шмид) е германска графичка и скулпторка.

## Биография
Родена е като Кете Ида Шмид на 8 юли 1867 в Кьонигсберг в семейството на Карл Шмид, зидар и свещеник и съпругата му Катарина.  Получава добро образование, целящо артистична кариера. Тъй като по това време художествените академии в Германия не приемат жени, тя получава частни уроци по рисуване и посещава училища, в които се преподава изкуство на жени в Берлин при Карл Щауфер-Берн и в Мюнхен при Лудвиг Хертерих. Колвиц решава да се занимава с графика. 
През 1891 г. се омъжва за лекаря Карл Колвиц, с когото има двама сина. Същевременно тя продължава работата си. Графичният ѝ цикъл „Въстание на тъкачи“ (Ein Weberaufstand) ѝ носи първия голям успех на Голямото берлинско художествено изложение през 1898 г. Въпреки това император Вилхелм II не ѝ връчва златния медал, тъй като ордените и отличията, според него, трябва да се поставят на гърдите на заслужили мъже. 
През 1898 или 1899 г. Колвиц се присъединява към Берлинския Сецесион. Вторият ѝ цикъл, „Война на селяни“ (Bauernkrieg, 1901–07) ѝ носи международна слава и наградата Villa-Romana. Следват изложби в Лондон, Париж, Виена и Москва. От 1898 до 1903 г. преподава в училището за художнички в Берлин. През 1904 г. прекарва няколко месеца в Париж, за да се запознае с основите на пластиката. Посещава и Роден. На 24 януари 1919 г. е избрана за първата жена-членка на Пруската академия на науките, в която става и професорка. 
Творбите на Колвиц се отличават със силен и чувствителен интерес към жени от работническата класа. Тя представя мъките и борбите си, силните си страни и красотата в прости, редуцирани до основното форми. Пример за това са скиците ѝ за мюнхенското списание Simplizissimus (1908–11). 
След смъртта на сина ѝ Петер през октомври 1914 г. в Първата световна война, Колвиц се превръща от човек с революционни идеи в пацифистка. По-късните ѝ графични и пластични работи често показват майки, които искат да защитят децата си от войната. 
Известни са плакатите ѝ срещу войната от 1920-те години, както и тези срещу липсата на право на аборт от 1924 г. „Родители“ (Eltern), паметникът за загиналия ѝ син, е поставен през 1932 г. на войнишкото гробище в Рогевелде-Есен във Фландрия. 
Поради подписването на антифашистки текстове през 1932-33 година, Колвиц е принудена да напусне академията. През 1934 и 1935 г. създава последния си цикъл литографии – „За смъртта“ (Vom Tode). През 1936 г. получава индиректна забрана за провеждане на изложби. На 19 юли 1940 г. умира съпругът ѝ, а на 22 септември 1942 г. в Русия загива внукът ѝ, Петер. На 25 ноември 1943 г. жилището ѝ в Берлин е разрушено при бомбардировки. На 20 юли 1940 г. Колвиц се премества в Морицбург край Дрезден, където умира на 22 април 1945 г. 